# Południowo-wschodnia grań Wyżniego Baraniego Zwornika

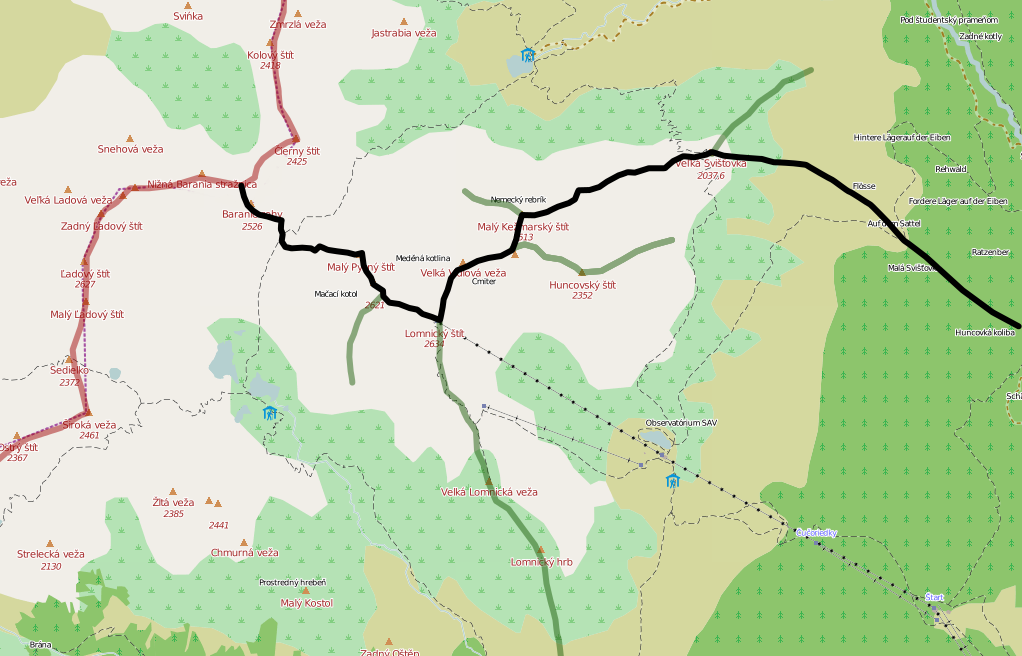
Schematyczna mapa graniowa. Kolorem czarnym oznaczono główną odnogę opisywanej odnogi, zielonym – jej odgałęzienia, a różowym – grań główną

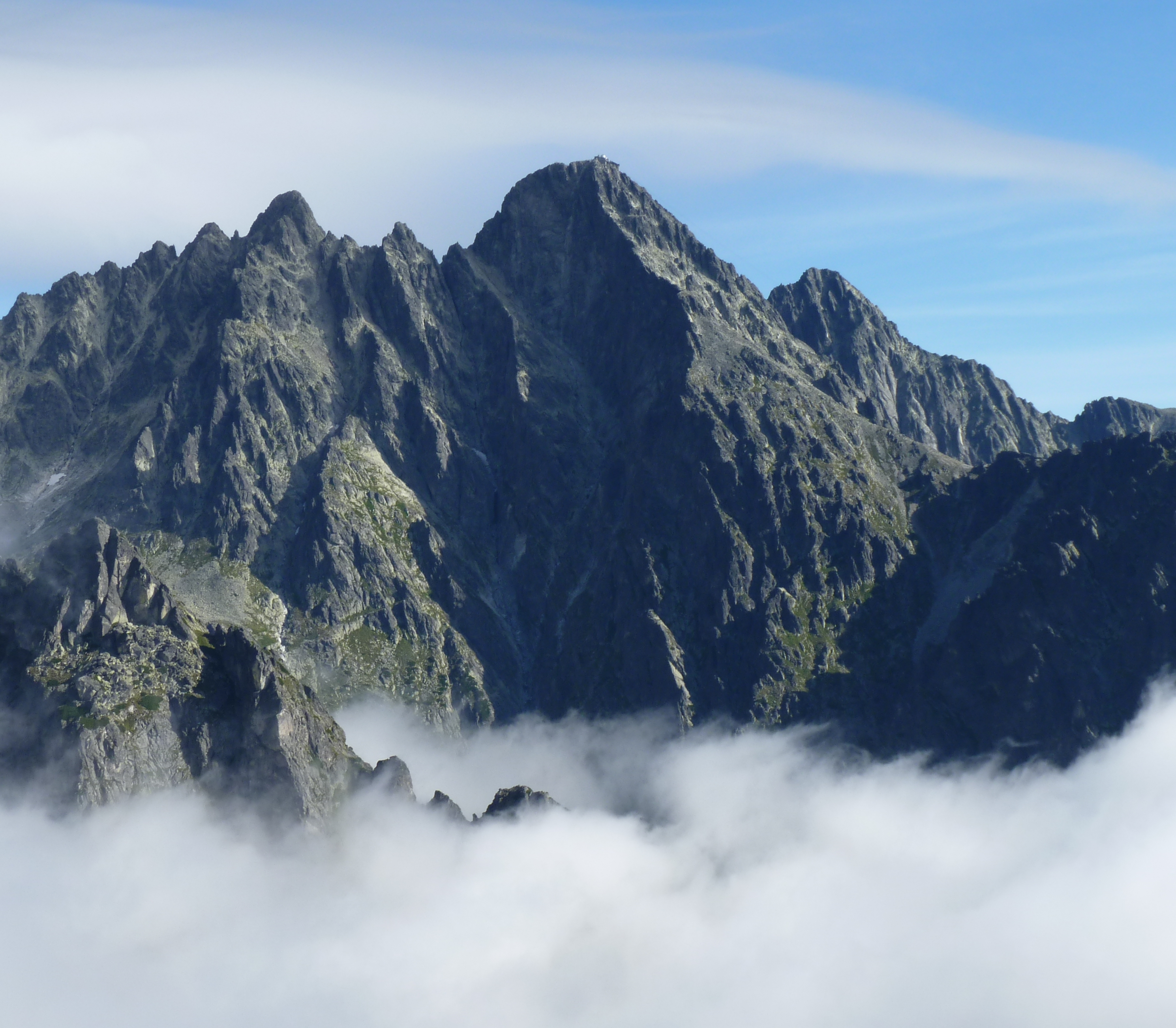
Łomnica – najwyższy punkt południowo-wschodniej grani Wyżniego Baraniego Zwornika

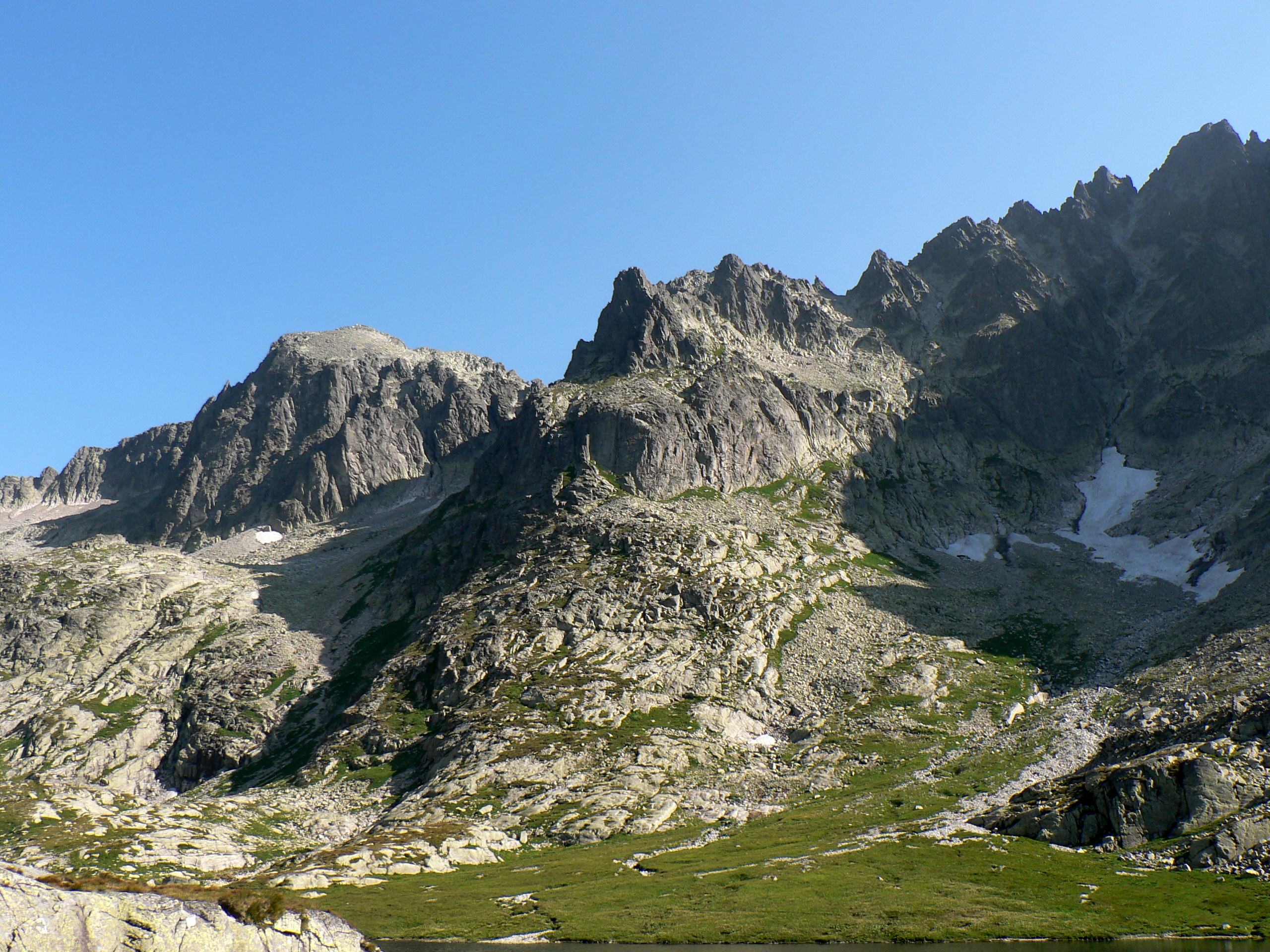
Masywy Baranich Rogów i Spiskiej Grzędy – początkowy odcinek grani

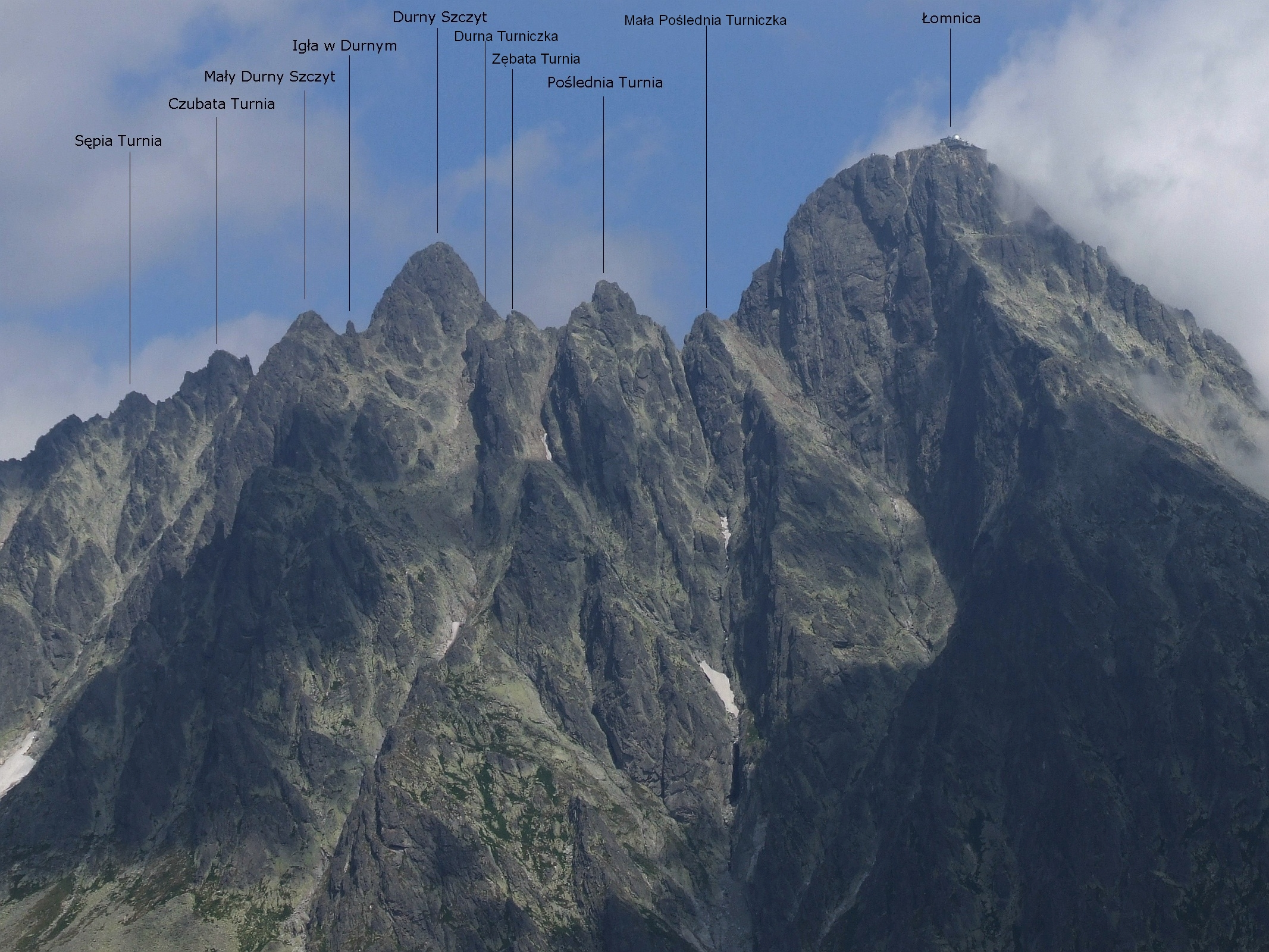
Masywy Durnego Szczytu i Łomnicy

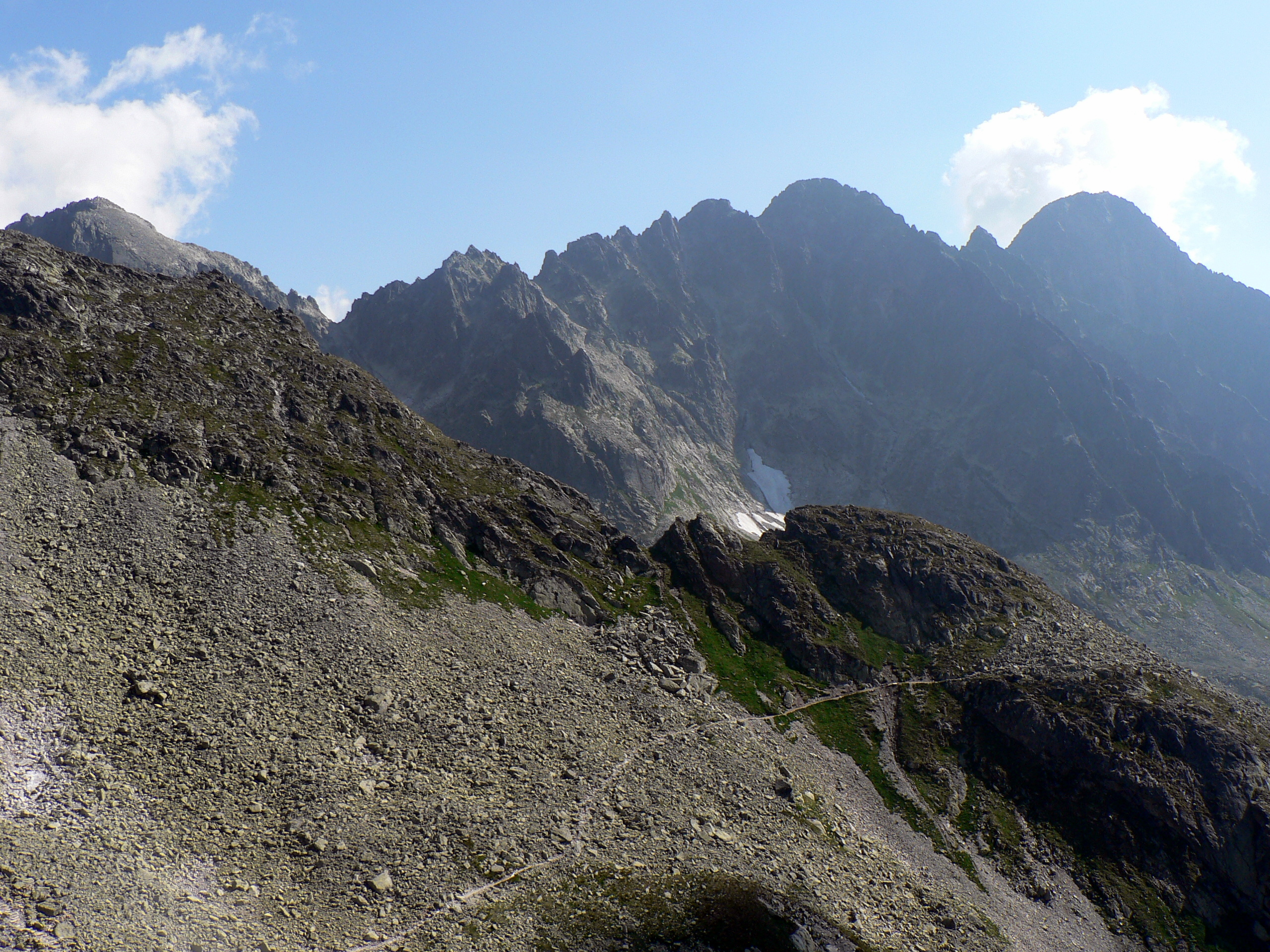
Fragment grani od Baranich Rogów po Łomnicę – widok od południa, z Dolinki Lodowej

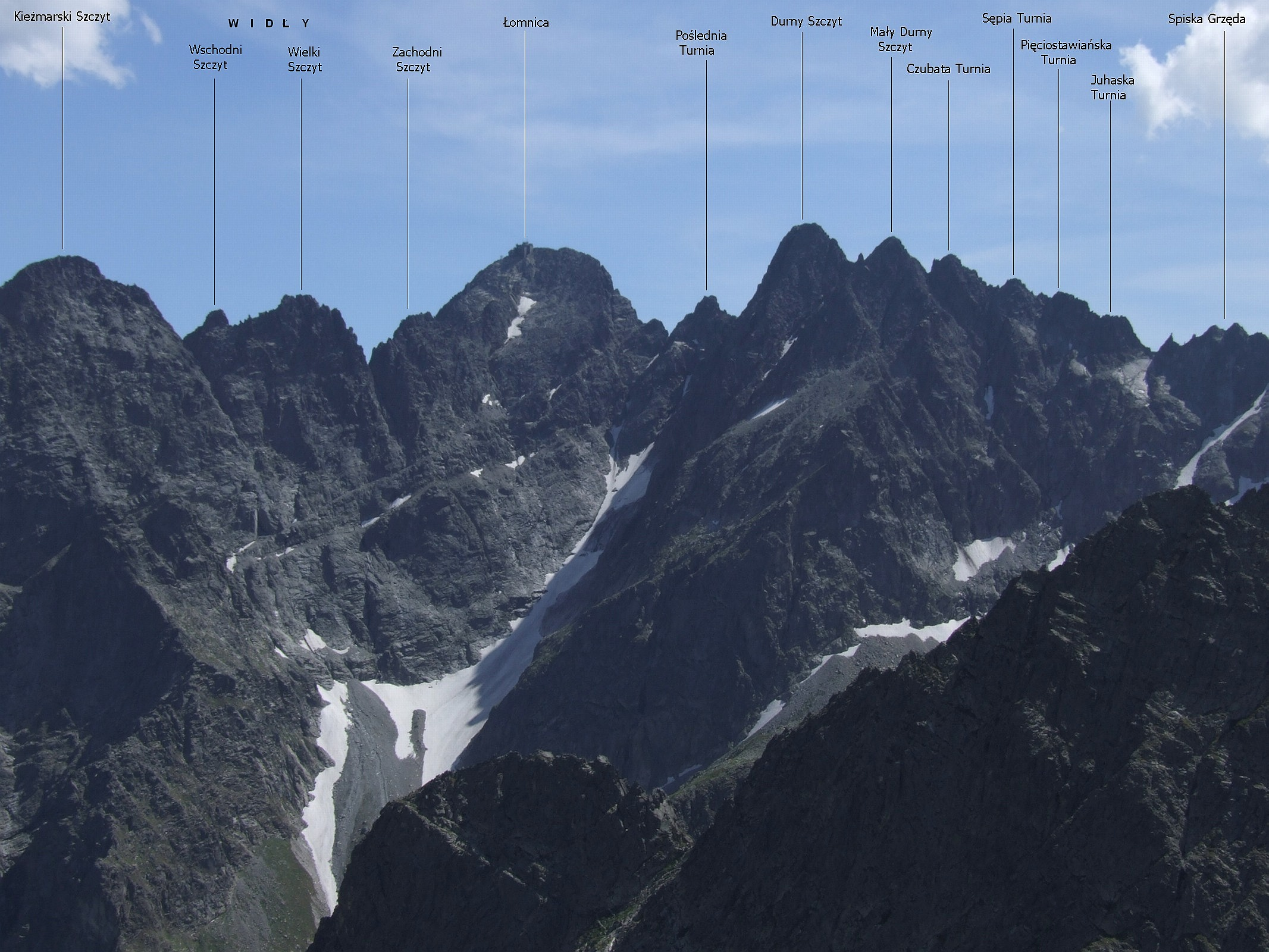
Odcinek grani od Spiskiej Grzędy po Kieżmarski Szczyt, widziany od północy

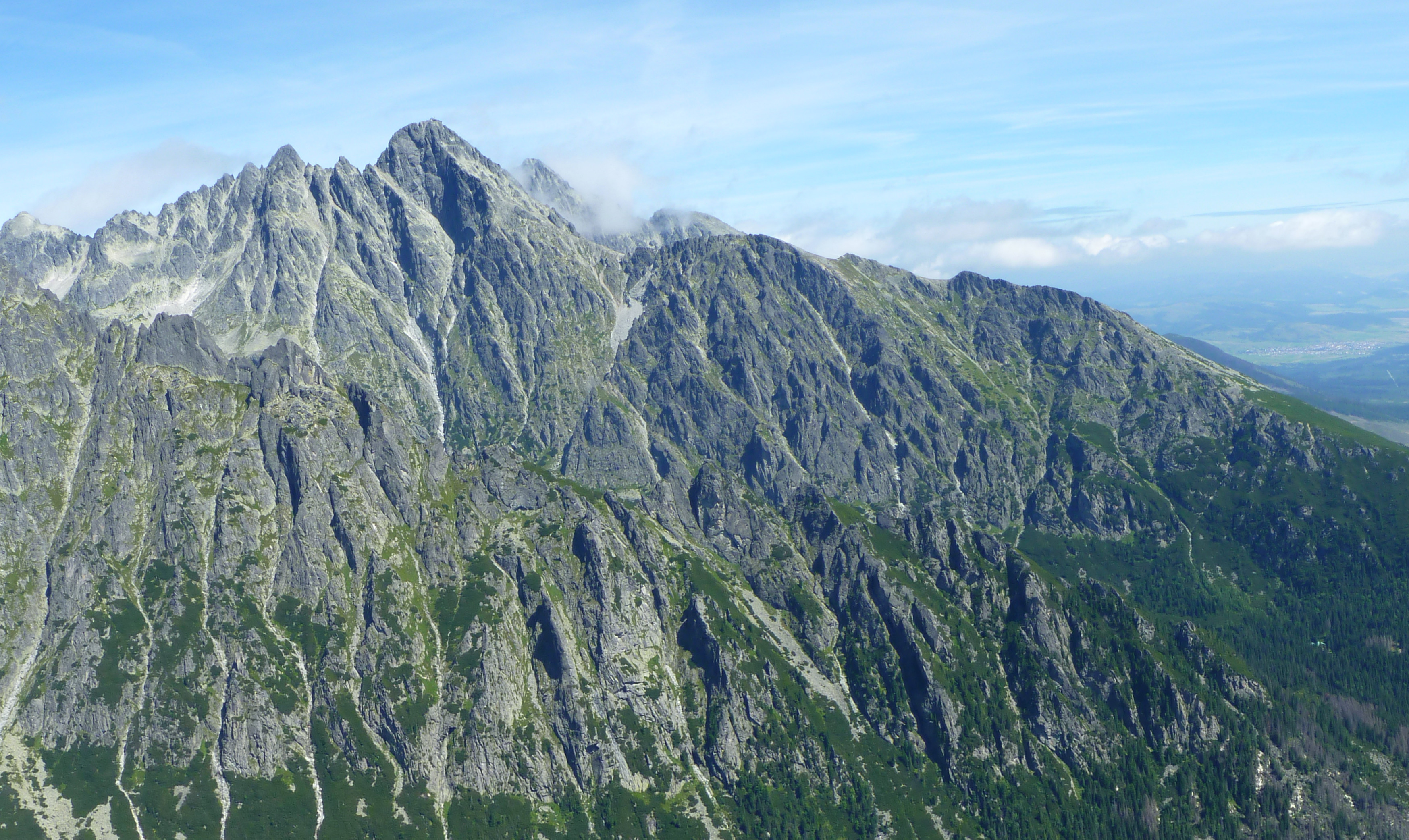
Masyw Łomnicy i jej południowa grań – widok ze Sławkowskiego Szczytu

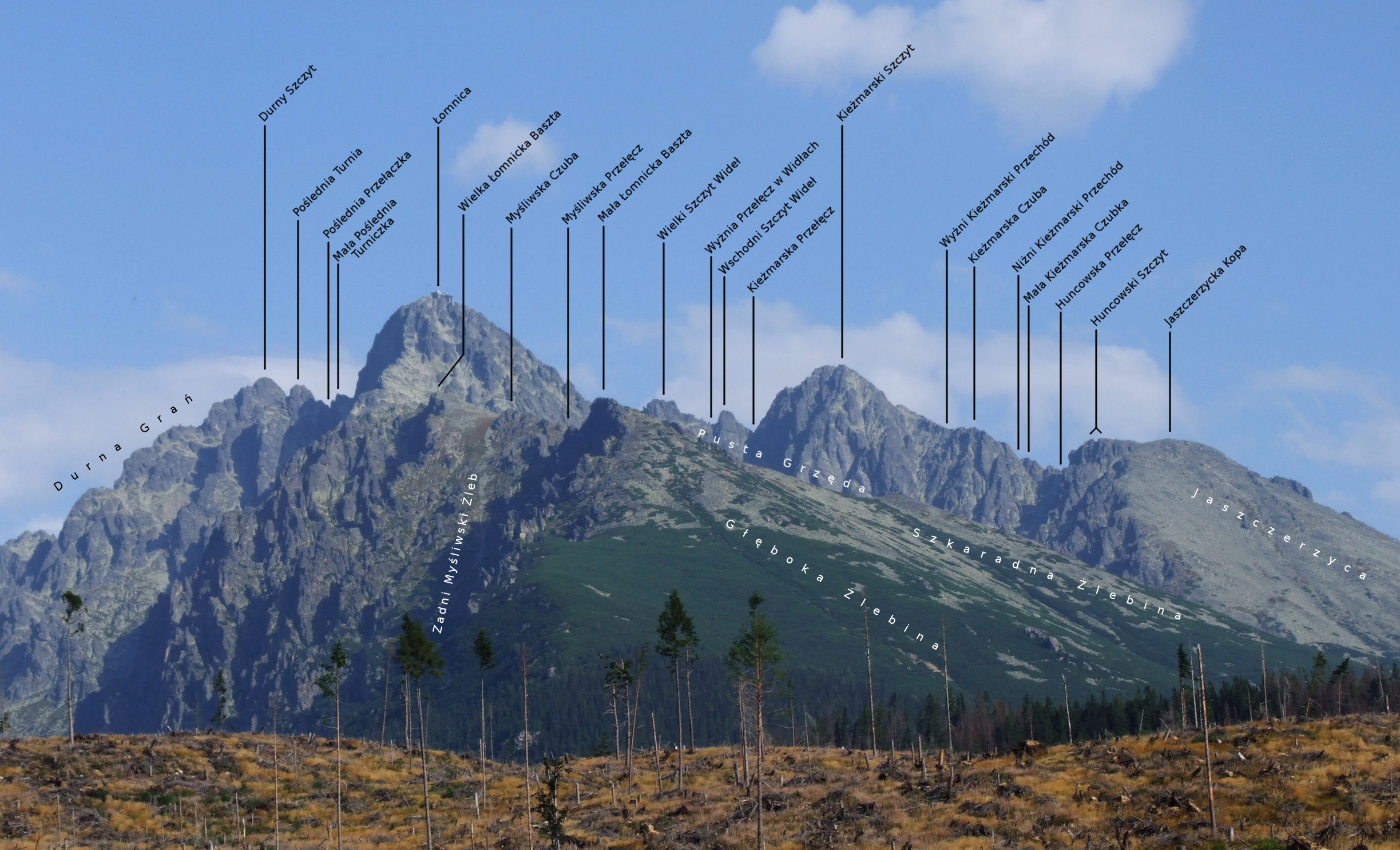
Grań od Durnego Szczytu po Huncowski Szczyt wraz z Łomnicką Granią

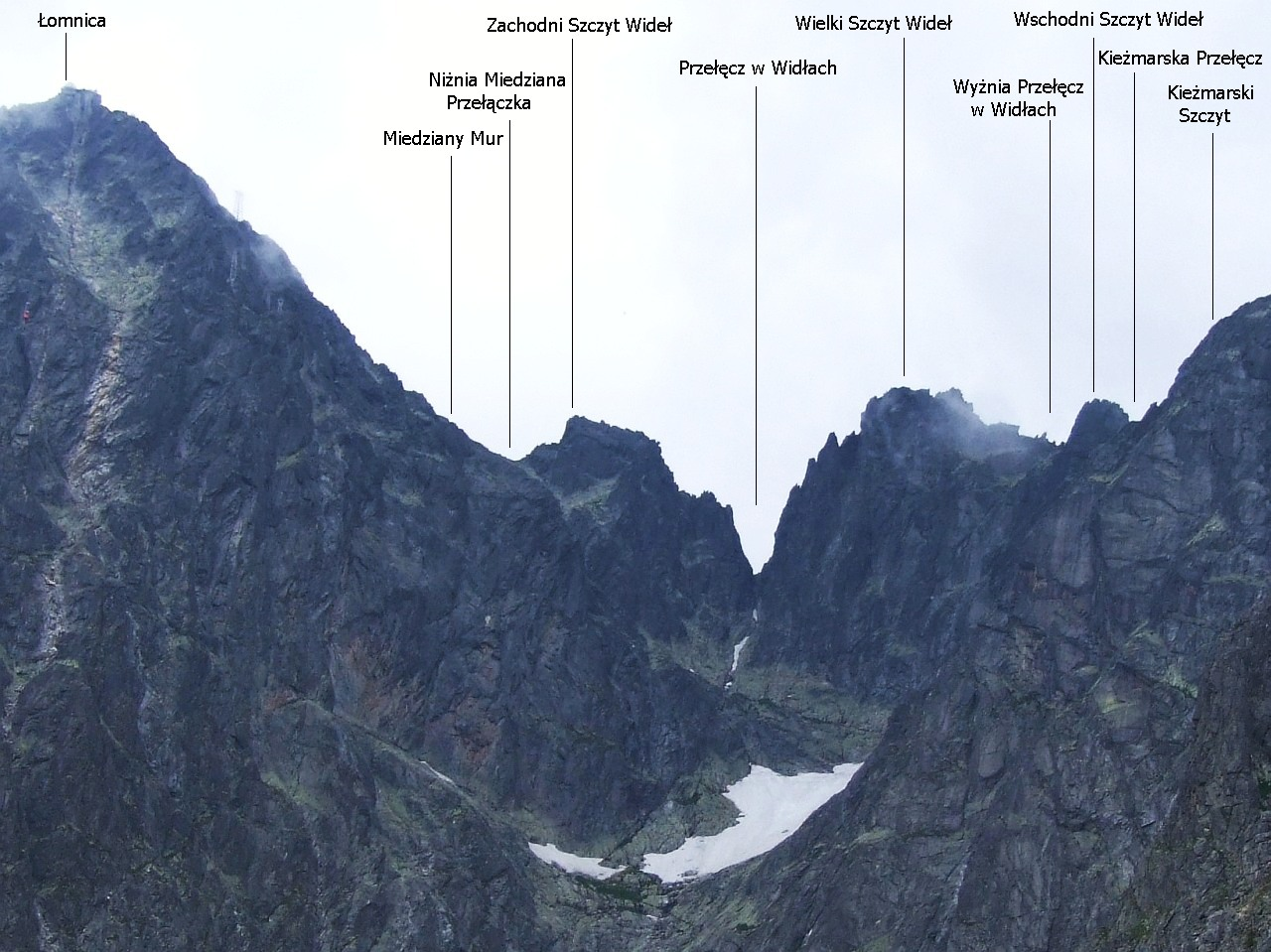
Grań Wideł

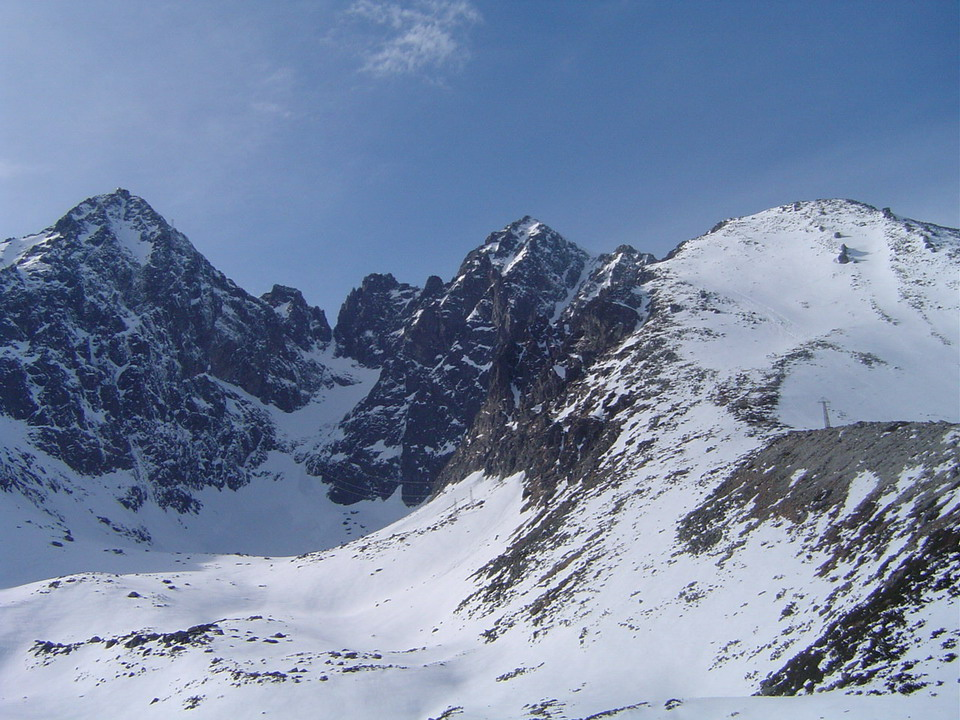
Łomnica, Widły, Kieżmarski Szczyt i Huncowski Szczyt – widok z południowego wschodu

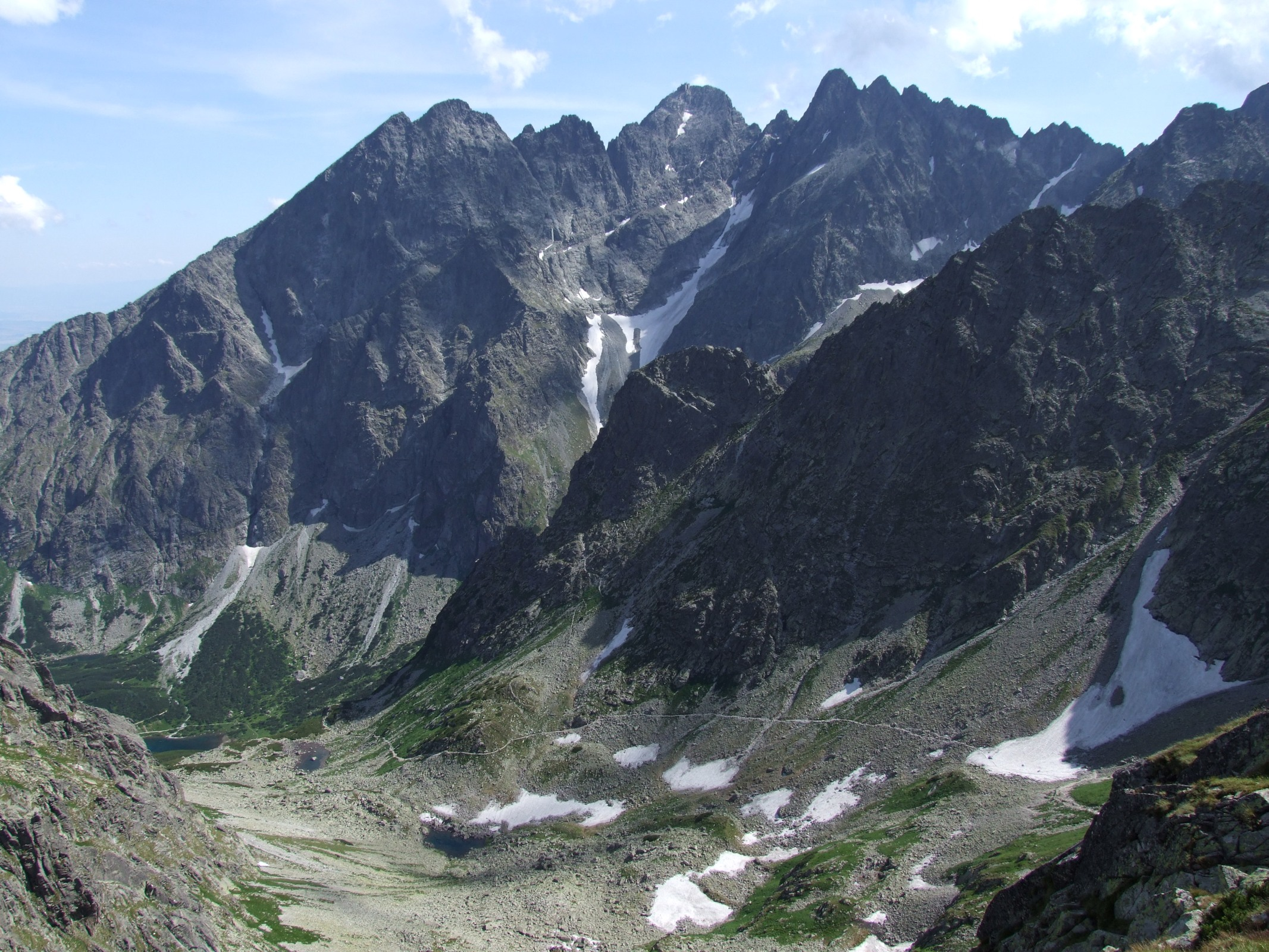
Grań od Baraniej Przełęczy po Mały Kieżmarski Szczyt

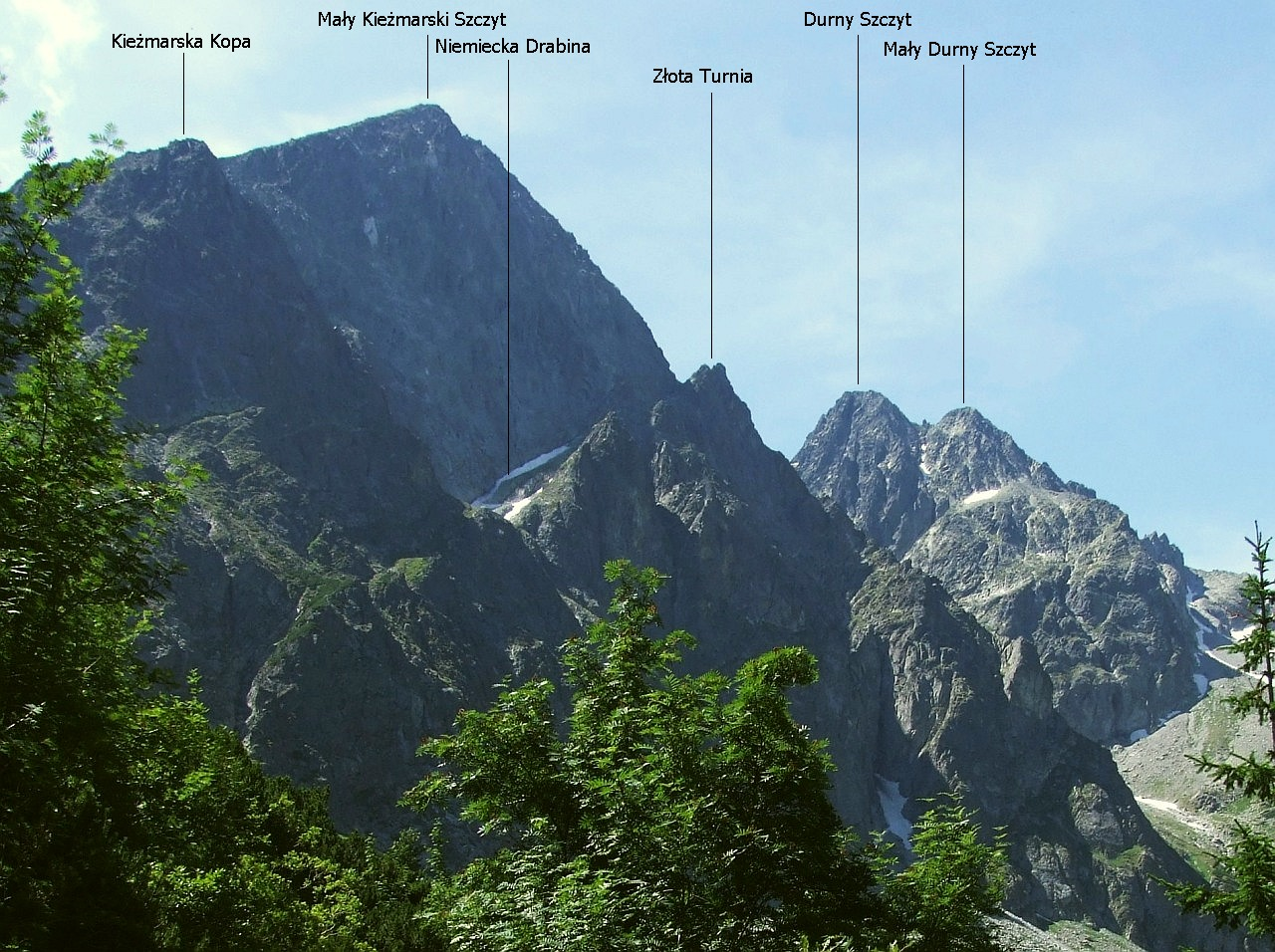
Masyw Małego Kieżmarskiego Szczytu

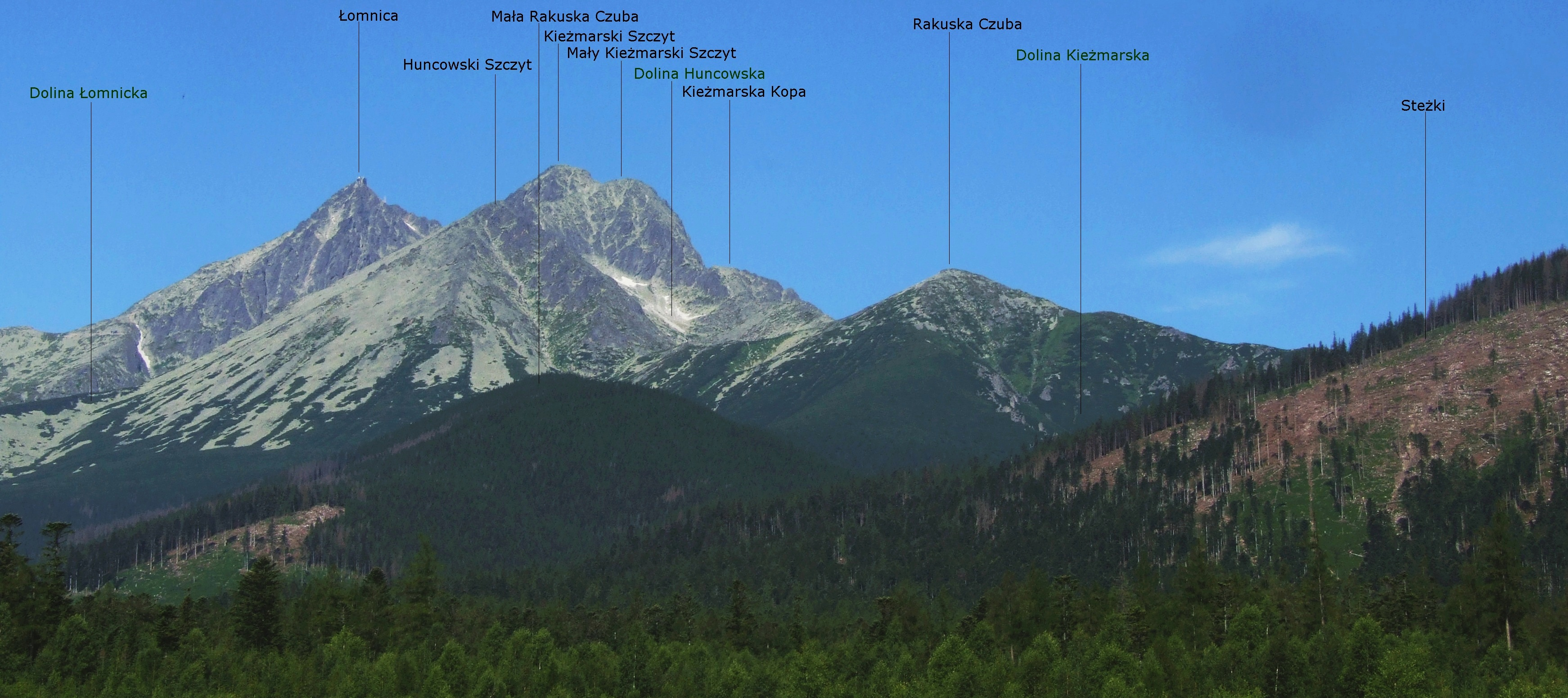
Zakończenie grani z Rakuską Czubą

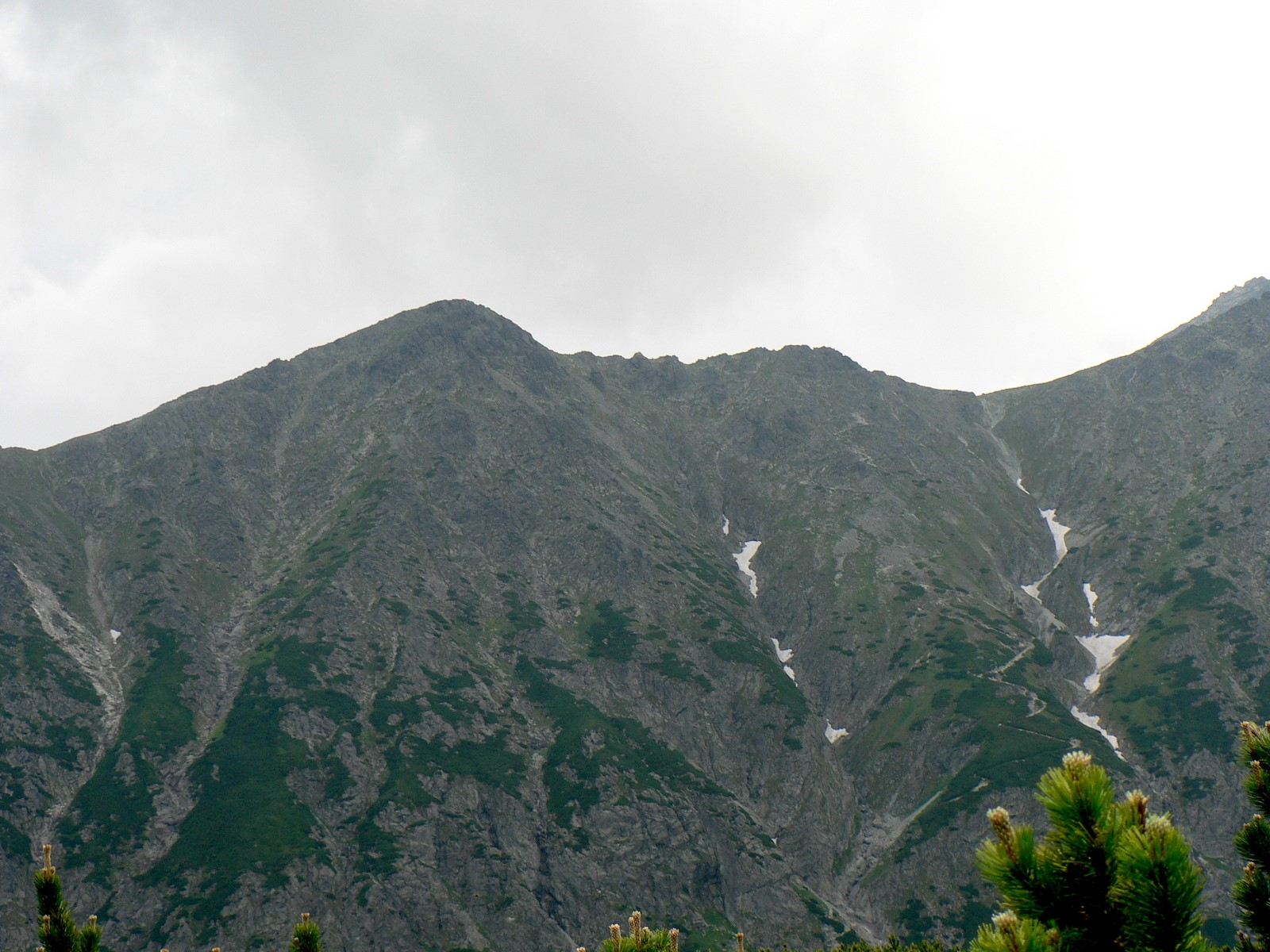
Rakuska Czuba i Rakuska Przełęcz

Południowo-wschodnia grań Wyżniego Baraniego Zwornika – boczna grań odchodząca w wierzchołku niewybitnego Wyżniego Baraniego Zwornika od grani głównej Tatr Wysokich na południowy wschód.

## Topografia
Jest to długi boczny grzbiet, oddzielający od siebie m.in. systemy dolin walnych: Doliny Zimnej Wody (a dokładnie jej odnogi – Doliny Małej Zimnej Wody) oraz Doliny Kieżmarskiej. Na północ od grani rozlega się Dolina Zielona Kieżmarska z górnymi piętrami, którymi są Dolina Dzika i Miedziana Kotlina. Natomiast od południa podchodzą pod nią Dolina Pięciu Stawów Spiskich oraz właściwa Dolina Małej Zimnej Wody. W wierzchołku Łomnicy grań rozgałęzia się na dwie odnogi. Południowa z Łomnicką Granią odgranicza Dolinę Małej Zimnej Wody od Doliny Łomnickiej, natomiast północna wkrótce skręca ku północnemu zachodowi i oddziela Dolinę Zieloną Kieżmarską od Doliny Łomnickiej i Doliny Huncowskiej. Główną częścią grani na żadnym odcinku nie prowadzą szlaki turystyczne – dostępna jest dla turystów jedynie w dwóch punktach: na szczyt Łomnicy możliwy jest wjazd koleją linową z Tatrzańskiej Łomnicy, natomiast przez przełęcz Rakuski Przechód prowadzi szlak Magistrali Tatrzańskiej.

### Wyżni Barani Zwornik – Durny Szczyt
Wyżni Barani Zwornik położony jest w grani głównej Tatr, w północno-zachodniej grani Baranich Rogów. Od tego wierzchołka rozpoczyna się opisywana grań. Na początkowym odcinku oddziela ona Dolinę Pięciu Stawów Spiskich z górnymi piętrami – Baranim Ogrodem i Spiskim Kotłem – od Doliny Dzikiej i jej najwyższego piętra, jakim jest Barania Kotlina. Ogólnie ma ona tutaj przebieg północny zachód – południowy wschód, choć kilkakrotnie się załamuje i momentami prowadzi w kierunku niemal południkowym lub równoleżnikowym. Kolejno w grani znajdują się:
- Wyżni Barani Zwornik (Vyšná Barania strážnica, ok. 2500 m n.p.m.),
- Wyżnia Barania Ławka (Barania priehyba),
- Baranie Rogi (Baranie rohy) – wierzchołek północno-zachodni,
- Barania Szczerba (Barania škára),
- Baranie Rogi – główny wierzchołek południowo-wschodni (2526 m),
- Przełączka za Baranią Basztą (Sedlo za Baraňou baštou),
- Barania Baszta (Barania bašta),
- Przełączka za Baranim Mnichem (Sedlo za Baraním mníchom) o dwóch siodłach rozdzielonych Baranim Mniszkiem (Baraní mníšik),
- Barani Mnich (Baraní mních),
- Barania Przełęcz (Baranie sedlo, 2393 m),
- Spiski Przechód (Spišský priechod),
- Spiska Grzęda (Spišský štít, 2481 m) – główny wierzchołek północno-zachodni, zwornik dla południowo-zachodniej grani opadającej ku Dolinie Pięciu Stawów Spiskich i oddzielającej Barani Ogród od Spiskiego Kotła,
- Spiska Grzęda – wierzchołek południowo-wschodni,
- Spiska Szczerbina (Spišská štrbina),
- Spiska Igła (Spišská ihla),
- Juhaska Przełączka (Ovčiarska lávka, ok. 2450 m),
- Juhaska Turnia (Ovčiarska veža, ok. 2490 m),
- Pięciostawiańska Przełączka (Veterná štrbina),
- Pięciostawiańska Turnia (Veterný štít, ok. 2515 m),
- Sępia Przełączka (Supia štrbina),
- Sępia Turnia (Supia veža, ok. 2540 m),
- Przełączka pod Czubatą Turnią (Štrbina pod Strapatou vežou),
- Czubata Turnia (Strapatá veža, ok. 2565 m),
- Mała Durna Przełęcz (Malá Lastovičia štrbina, ok. 2535 m),
- Mały Durny Szczyt (Malý Pyšný štít, 2592 m),
- Durna Przełęcz (Lastovičia štrbina) o dwóch siodłach oddzielonych turnią:
  - Maćkowa Przełęcz (ok. 2560 m),
  - Durna Igła (Loktibrada, ok. 2575 m),
  - Przełęcz Pawlikowskiego (Pawlikowského štrbina, ok. 2560 m),
- Durny Szczyt (Pyšný štít, 2621 m).

### Durny Szczyt – Łomnica
W głównym wierzchołku Durnego Szczytu, czwartego co do wysokości masywu tatrzańskiego, na południe odgałęzia się dość długa Durna Grań (Pyšný hrebeň), oddzielająca Spiski Kocioł od Klimkowego Żlebu opadającego już do właściwej Doliny Małej Zimnej Wody. Grań ta kończy się w okolicy Złotych Spadów, progu Doliny Pięciu Stawów Spiskich. Główna grań biegnie od Durnego Szczytu dalej na południowy wschód w kierunku Łomnicy, odgraniczając od siebie na tym odcinku Miedzianą Kotlinę na północy od Klimkowego Żlebu, Żlebu Chmielowskiego i Żlebu Téryego spadających na południe do Wielkiego Łomnickiego Ogrodu. Kolejno znajdują się w niej następujące obiekty:
- Klimkowa Przełęcz (Bachledova štrbina),
- Durna Turniczka (Pyšná vežička),
- Zębata Szczerbina (Zubatá štrbina),
- Zębata Turnia (Zubatá vežička) z urozmaiconym południowo-zachodnim żebrem,
- Wyżnia Poślednia Przełączka (Jordánova štrbina),
- Poślednia Turnia (Posledná veža),
- Poślednia Przełączka (Posledná štrbina),
- Mała Poślednia Turniczka (Lomnická vežička),
- Przełączka pod Łomnicą (Sedielko pod Lomnickým),
- Łomnica (Lomnický štít, 2634 m).

#### Łomnica – Łomnicka Grań
W wierzchołku Łomnicy grań rozgałęzia się na dwie odnogi biegnące początkowe w niemal przeciwległych kierunkach. Grań opadająca na południe oddziela od siebie Dolinę Małej Zimnej Wody i Dolinę Łomnicką. Jej fragment na południe od Łomnickiej Przełęczy to Łomnicka Grań (Lomnický hrebeň). Kolejno od wierzchołka Łomnicy wyróżnia się następujące obiekty:
- Łomnicka Szczerbinka (Lomnická štrbinka),
- Łomnicki Kopiniaczek (Lomnický zub),
- Wyżni Łomnicki Karb (Vyšný lomnický zárez),
- Łomnicki Mniszek (Lomnický mníšik),
- Pośredni Łomnicki Karb (Prostredný lomnický zárez),
- Łomnicki Kopiniak (Lomnická stena),
- Niżni Łomnicki Karb (Lomnická priehyba),
- Łomnicka Kopa (Lomnická kopa),
- Łomnicka Przełęcz (Lomnické sedlo, 2189 m),
- Wielka Łomnicka Baszta (Veľká Lomnická veža, 2202 m),
- Wyżni Myśliwski Przechód (Vyšný Poľovnický priechod),
- Myśliwska Czuba (Poľovnický hrb),
- Myśliwska Przełęcz (Poľovnické sedlo),
- Mała Łomnicka Baszta (Veľký Lomnický hrb, 2045 m),
- Niżni Myśliwski Przechód (Nižný Poľovnický priechod),
- Zadnia Łomnicka Czuba (Prostredný Lomnický hrb, 1896 m),
- Skrajna Łomnicka Czuba (Lomnický hrb, 1607 m),
- Łomnicka Kazalnica (Lomnická kazateľnica, 1525 m).

Granią od Łomnickiej Przełęczy na Wielką Łomnicką Basztę prowadzi zielony szlak turystyczny. Jego dolny odcinek znad Łomnickiego Stawu został zamknięty, można tę trasę pokonać jedynie wyciągiem krzesełkowym.
Poniżej tarasu Łomnickiej Kazalnicy grań łagodnieje i opada ku Łomnickiej Uboczy jako Szerokie Pole. Jeszcze niżej przechodzi w długi wał morenowy, oddzielający od siebie właściwą Dolinę Zimnej Wody od przedpola Doliny Łomnickiej.

### Łomnica – Kieżmarski Szczyt
Główna odnoga długiej południowo-wschodniej grani Wyżniego Baraniego Zwornika w wierzchołku Łomnicy skręca gwałtownie na północ, by po chwili łagodnie skręcić ku północnemu wschodowi. Odcinek grani pomiędzy Wyżnią Miedzianą Przełączką a Kieżmarskim Szczytem to Widły, oddzielające od siebie Miedzianą Kotlinę po stronie północno-zachodniej i Cmentarzysko – górne piętro Doliny Łomnickiej po stronie południowo-wschodniej. W tym odcinku grani położone są następujące turnie i przełęcze:
- Wyżnia Miedziana Przełączka (Medená štrbina),
- Miedziany Mur (Medený múr),
- Niżnia Miedziana Przełączka (Nižná Medená štrbina),
- Zachodni Szczyt Wideł (Západná Vidlová veža, 2480 m),
- Przełęcz w Widłach (Vidlové sedlo, 2413 m),
- Wielki Szczyt Wideł (Veľká Vidlová veža, 2522 m),
- Wyżnia Przełęcz w Widłach (Lieviková štrbina),
- Wschodni Szczyt Wideł (Východná Vidlová veža),
- Kieżmarska Przełęcz (Kežmarská štrbina, 2463 m),
- Kieżmarski Szczyt (Kežmarský štít, 2558 m).

#### Kieżmarski Szczyt – Huncowski Szczyt
W wierzchołku Kieżmarskiego Szczytu na południowy wschód od grani odgałęzia się grzbiet, oddzielający Dolinę Łomnicką od Doliny Huncowskiej i jej górnego piętra, Świstówki Huncowskiej. Znajdują się w nim kolejno:
- Wyżni Kieżmarski Przechód (Kežmarská priehyba),
- Kieżmarska Czuba (Kežmarský hrb),
- Niżni Kieżmarski Przechód (Nižná Kežmarská priehyba),
- Mała Kieżmarska Czubka (Malý Kežmarský hrb),
- Huncowska Przełęcz (Huncovské sedlo, ok. 2307 m),
- Huncowski Szczyt (Huncovský štít) – główny wierzchołek północno-zachodni, 2351 m,
- Huncowska Szczerbina (Huncovská štrbina),
- Huncowski Szczyt – wierzchołek południowo-wschodni.

Dalej na południowy wschód grzbiet opada zboczem zwanym Jaszczerzycą w kierunku Huncowskiej Uboczy.

### Kieżmarski Szczyt – Rakuska Grań
Grań od Kieżmarskiego Szczytu biegnie dalej krótko na północ, by w wierzchołku Małego Kieżmarskiego Szczytu gwałtownie skręcić na północny wschód. Krótki odcinek pomiędzy tymi dwoma szczytami oddziela od siebie Miedzianą Kotlinę i Świstówkę Huncowską. Jego dalsza część odgranicza od siebie z kolei Dolinę Huncowską na południu i Dolinę Zieloną Kieżmarską na północy. Kolejnymi obiektami w grani są od Kieżmarskiego Szczytu:
- Wyżnia Kieżmarska Przełęcz (Vyšná Kežmarská štrbina),
- Mały Kieżmarski Szczyt (Malý Kežmarský štít, 2513 m) – zwornik dla grani północno-zachodniej, w której wznoszą się:
  - Złota Przełączka (Ušaté sedlo, 2230 m),
  - Złota Turnia (Ušatá veža, 2265 m),
  - Wielka Złota Kazalnica (Ušatá kazateľnica),
  - Pośrednia Złota Kazalnica (Ušatá vežička),
  - Mała Złota Kazalnica (Malá Ušatá kazateľnica),
- Niżnia Kieżmarska Przełęcz (Nižná Kežmarská štrbina),
- Kieżmarska Kopa (Kežmarská kopa, 2233 m),
- Złote Wrótka (Zlaté vrátka, ok. 2100 m),
- Złota Czuba (Zlatý hrb, ok. 2111 m),
- Rakuska Przełęcz (Nižné sedlo pod Svišťovkou),
- Rakuska Kopa (Svišťov hrb),
- Rakuski Przechód (Sedlo pod Svišťovkou, 2023 m),
- Rakuska Czuba (Veľká Svišťovka, 2037 m),
- Niżnia Rakuska Przełęcz (Sedlo pod Malou Svišťovkou, ok. 1525 m),
- Mała Rakuska Czubka (Malá Svišťovka, 1561 m),
- Mała Rakuska Kopka.

Grań od Rakuskiej Przełęczy nosi nazwę Rakuskiej Grani. W wierzchołku Rakuskiej Czuby na północny wschód odgałęzia się od niej Folwarska Grań, natomiast Rakuska Grań dalej łukowato skręca w kierunku południowo-wschodnim i stanowi łagodną granicę między dolnymi partiami Doliny Huncowskiej i Doliny Kieżmarskiej.